# Велоспорт на літніх Олімпійських іграх 2008 — командна гонка переслідування (чоловіки)
Змагання у командній гонці переслідування з велоспорту серед чоловіків на літніх Олімпійських іграх 2008 пройшли 17 і 18 серпня. взяли участь 44 спортсмени з 10 країн. 

## Призери
| Золото                                                                    | Срібло                                                                                                | Бронза                                                                             |
| Велика Британія Ед Кленсі · Пол Меннінг · Джерейнт Томас · Бредлі Віґґінз | Данія Міхаель Меркев · Каспер Єргенсен · Єнс-Ерік Мадсен · Алекс Расмуссен · Міхаель Фаєрк Крістінсен | Нова Зеландія Сем Б'юлі · Гейден Ролстон · Марк Раян · Джессі Сарджент · Веслі Ґау |

## Рекорди
| Світовий рекорд     | Велика Британія Ед Кленсі, Пол Меннінг, Джерейнт Томас, Бредлі Віґґінз | 3:56,322 | Манчестер, Велика Британія | 27 березня 2008 |
| Олімпійський рекорд | Австралія Грем Браун, Бретт Ланкастер, Бредлі Мак-Гі, Люк Робертс      | 3:56,610 | Афіни, Греція              | 22 серпня 2004  |

## Змагання

### Кваліфікація
| Місце | Спортсмен                                                                         | Результат |
| ----- | --------------------------------------------------------------------------------- | --------- |
| 1     | Велика Британія Ед Кленсі, Пол Меннінг, Джерейнт Томас, Бредлі Віґґінз            | 3:57,101  |
| 2     | Нова Зеландія Сем Б'юлі, Веслі Ґау, Марк Раян, Джессі Сарджент                    | 3:59,277  |
| 3     | Австралія Джек Бобрідж, Марк Джемісон, Бредлі Мак-Гі, Люк Робертс                 | 4:02,041  |
| 4     | Данія Міхаель Фаєрк Крістінсен, Каспер Єргенсен, Єнс-Ерік Мадсен, Алекс Расмуссен | 4:02,191  |
| 5     | Франція Дам'єн Годен, Маттьє Ладанюс, Крістоф Ріблон, Ніколя Руссо                | 4:03,679  |
| 6     | Нідерланди Леві Гейманс, Єнс Маурісіо, Роберт Сліппенс, Вім Струтінга             | 4:04,806  |
| 7     | Іспанія Серхі Ескобар, Асьєр Маесту, Давид Мунтанер, Антоніо Мігель Парра         | 4:06,509  |
| 8     | Росія Олексій Марков, Олександр Петровський, Олександр Сєров, Микола Трусов       | 4:06,518  |
| 9     | Україна Володимир Дюдя, Любомир Полатайко, Максим Поліщук, Віталій Щедов          | 4:07,883  |
| 10    | Колумбія Хуан Естебан Аранго, Арлес Кастро, Хуан Пабло Фореро, Хаїро Перес        | 4:11,397  |

### Перший раунд
| Місце | Спортсмен                                                               | Результат |
| ----- | ----------------------------------------------------------------------- | --------- |
| 1     | Данія Міхаель Меркев, Каспер Єргенсен, Єнс-Ерік Мадсен, Алекс Расмуссен | 3:56,831  |
| —     | Франція Дамьен Годін, Маттьє Ладанюс, Крістоф Ріблон, Ніколас Руссо     | DSQ       |

| Місце | Спортсмен                                                             | Результат |
| ----- | --------------------------------------------------------------------- | --------- |
| 1     | Австралія Джек Бобрідж, Грем Браун, Марк Джемісон, Бредлі Мак-Гі      | 3:58,633  |
| 2     | Нідерланди Леві Гейманс, Єнс Маурісіо, Роберт Сліппенс, Вім Струтінга | LAP       |

| Місце | Спортсмен                                                                 | результат |
| ----- | ------------------------------------------------------------------------- | --------- |
| 1     | Нова Зеландія Сем Б'юлі, Хейден Роулстон, Марк Раян, Джессі Сарджент      | 3:57,536  |
| 2     | Іспанія Серхі Ескобар, Асьер Маеста, Давид Мунтанер, Антоніо Мігель Парра | LAP       |

| Місце | Спортсмен                                                                    | Результат   |
| ----- | ---------------------------------------------------------------------------- | ----------- |
| 1     | Велика Британія Ед Кленсі, Пол Меннінг, Джерейнт Томас, Бредлі Віґґінз       | 3:55,202 WR |
| 2     | Росія Євген Ковальов, Олексій Марков, Олександр Петровський, Олександр Сєров | LAP         |

### Гонка за третє місце
| Місце | Спортсмен                                                           | Результат |
| ----- | ------------------------------------------------------------------- | --------- |
| 1     | Нова Зеландія Сем Б'юлі, Гейден Ролстон, Марк Раян, Джессі Сарджент | 3:57,776  |
| 2     | Австралія Джек Бобрідж, Грем Браун, Марк Джемісон, Люк Робертс      | 3:59,006  |

### Фінал
| Місце | Спортсмен                                                               | Результат   |
| ----- | ----------------------------------------------------------------------- | ----------- |

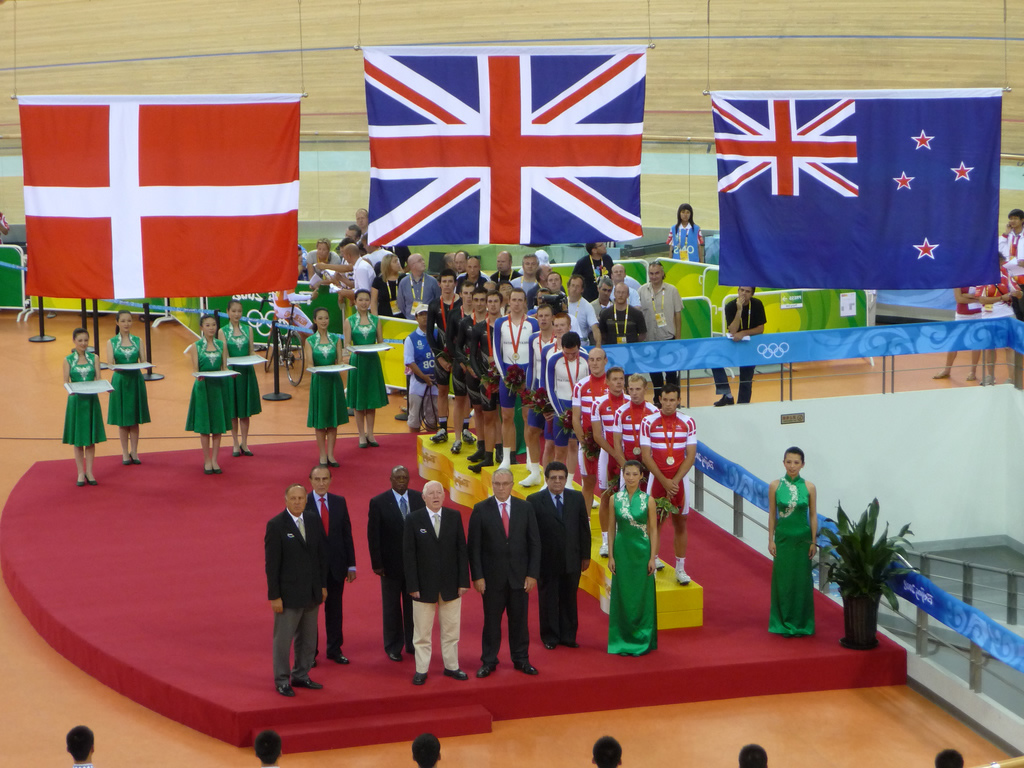
Церемонія нагородження

| 1     | Велика Британія Ед Кленсі, Пол Меннінг, Джерейнт Томас, Бредлі Віґґінз  | 3:53,314 WR |
| 2     | Данія Міхаель Меркев, Каспер Єргенсен, Єнс-Ерік Мадсен, Алекс Расмуссен | 4:00,040    |